# NGC 5401
NGC 5401 est une galaxie spirale située dans la constellation des Chiens de chasse. Sa vitesse par rapport au fond diffus cosmologique est de 3 866 ± 14 km/s, ce qui correspond à une distance de Hubble de 57,0 ± 4,0 Mpc (∼186 millions d'al). NGC 5401 a été découverte par l'astronome germano-britannique William Herschel en 1785.
La classe de luminosité de NGC 5401 est I.